# Abaddon's Bolero
Abaddon's Bolero (lett. "Bolero di Abaddon") è un brano strumentale del supergruppo inglese Emerson, Lake & Palmer (ELP), composto da Keith Emerson. Ed è il brano di chiusura dell'album Trilogy (1972).

## Descrizione

### Genesi del brano
Abaddon's Bolero suona come un bolero, trasformato in una marcia (al ritmo di 4/4, anziché 3/4). Il pezzo era originariamente intitolato Bellona's Bolero, dall'omonima dea della guerra. Una singola melodia contenente più modulazioni al suo interno viene ripetuta molte volte in arrangiamenti sempre più spesso stratificati, a partire da un tranquillo organo Hammond che fa un suono simile a un flauto su un rullante e costruendo fino a una parete di suoni – il famoso Boléro di Ravel utilizza un effetto simile.
(Keith Emerson)
C'è anche una citazione della canzone tradizionale britannica The Girl I Left Behind. Abaddon's Bolero è piena di sovraincisioni. Quasi ogni volta che arriva uno strumento, segue un'altra sovraincisione. Come la title-track, Abaddon's Bolero è stata suonata dal vivo solo una manciata di volte, con Greg Lake che gestionava il mellotron, i pedali per i bassi e ulteriori compiti del moog (altre parti di synth venivano accompagnati dalla riproduzione del nastro da bobina a bobina – che suonava fuori dal palco –, preregistrata da Keith Emerson); il pezzo si era rivelato un disastro e ha portato a un'accesa discussione nel retroscena quando, durante uno spettacolo, il nastro si fermò a metà del brano; dopodiché, esso fu tagliato dalla scaletta. La band riportò il brano per l'inizio del loro tour del 1977, durante il quale venne accompagnata da un'orchestra sinfonica.
(Keith Emerson)

### Versioni dal vivo
Le versioni dal vivo sono presenti nell'album Works Live (1993) e nei box-set The Original Bootleg Series from the Manticore Vaults: Volume One (2001) e A Time and a Place (2010).

## Formazione
- Keith Emerson – tastiere
- Greg Lake – basso
- Carl Palmer – batteria